# Eristalinus tarsalis
Eristalinus tarsalis là một loài ruồi trong họ Ruồi giả ong (Syrphidae). Loài này được Macquart mô tả khoa học đầu tiên năm 1855. Eristalinus tarsalis phân bố ở vùng Cổ Bắc giới